# Jiří Hanych
Jiří Hanych (* 19. července 1958) je český reklamní režisér.

## Život
Po absolvování SOU obor fotografie, vystudoval katedru hrané režie na pražské FAMU (1989). V roce 1987 získal za krátkometrážní film „Zahraj to znovu“ cenu studentského Maxima. Věnuje se zejména natáčení reklam za která získal mnohá ocenění na festivalech. Z manželství s českou herečkou Veronikou Žilkovou má dceru Agátu. Z druhého manželství s Bárou Hanychovou má syna Jakuba a dceru Marii. Od roku 2018 je v manželství s filmovou producentkou Lenkou Press.